# Dietrich Thurau
Dietrich Thurau (Fráncfort, 9 de noviembre de 1954) es un deportista alemán que compitió para la RFA en ciclismo en las modalidades de ruta y pista.
En carretera obtuvo triunfos de etapa en las tres Grandes Vueltas, además de buenas clasificaciones en la clasificación general. En la Vuelta a España 1976 terminó cuarto, además de ganar cinco etapas; en el Tour de Francia 1977 fue quinto, ganando cinco etapas, y en el Giro de Italia 1983 finalizó quinto en la general. Además obtuvo dos medallas de plata en el Campeonato Mundial de Ciclismo en Ruta, en los años 1977 y 1979.
En pista ganó una medalla de oro en el Campeonato Mundial de Ciclismo en Pista de 1974, en la prueba de persecución por equipos.

## Medallero internacional
| Campeonato Mundial | Campeonato Mundial        | Campeonato Mundial | Campeonato Mundial |
| Año                | Lugar                     | Medalla            | Competición        |
| ------------------ | ------------------------- | ------------------ | ------------------ |
| 1977               | San Cristóbal (Venezuela) | Medalla de plata   | Ruta (P)           |
| 1979               | Valkenburg (Países Bajos) | Medalla de plata   | Ruta (P)           |

| Campeonato Mundial | Campeonato Mundial | Campeonato Mundial | Campeonato Mundial          |
| Año                | Lugar              | Medalla            | Competición                 |
| ------------------ | ------------------ | ------------------ | --------------------------- |
| 1974               | Montreal (Canadá)  | Medalla de oro     | Persecución por equipos (A) |

## Palmarés
| 1974 - Vuelta a Colonia 1975 - Campeonato de Alemania en Ruta - Tour de l'Oise - G. P. de Fourmies 1976 - Campeonato de Alemania en Ruta - Campeonato de Alemania Contrarreloj - 5 etapas de la Vuelta a España, más clasificación por puntos - 1 etapa de la Vuelta a Suiza 1977 - Vuelta a Andalucía, más 8 etapas - 2.º en el Campeonato Mundial en Ruta - 5 etapas del Tour de Francia, más clasificación de los jóvenes - E3-Prijs Harelbeke - GP Kanton Aargau - 1.º en el Acht van Chaam | 1978 - Campeonato de Zúrich - 2 etapas del Giro de Italia - 1 etapa de la Vuelta a Suiza - Estrella de Bessèges - Scheldeprijs Vlaanderen 1979 - Lieja-Bastoña-Lieja - Vuelta a Alemania - Vuelta a Andalucía, más 2 etapas - 2.º en el Campeonato Mundial en Ruta - 1 etapa del Tour de Francia - 1 etapa de la París-Niza 1980 - 3.º en el Campeonato de Alemania en Ruta 1987 - 1 etapa de la Vuelta a Suiza |

## Resultados en Grandes Vueltas
| Carrera         | 1976 | 1977 | 1978 | 1979 | 1980 | 1981 | 1982 | 1983 | 1984 | 1985 | 1986 | 1987 |
| --------------- | ---- | ---- | ---- | ---- | ---- | ---- | ---- | ---- | ---- | ---- | ---- | ---- |
| Giro de Italia  | -    | -    | Ab.  | -    | -    | 14.º | Ab.  | 5.º  | -    | -    | 18.º | 52.º |
| Tour de Francia | -    | 5.º  | -    | 10.º | Ab.  | -    | Ab.  | -    | -    | Ab.  | -    | Ab.  |
| Vuelta a España | 4.º  | -    | -    | -    | -    | -    | -    | -    | -    | -    | -    | -    |

| —: No participó | Ab: Abandono |

## Palmarés en pista
| 1974 - Campeonato del mundo de persecución por equipos amateur, con Günther Schumacher, Peter Vonhof, Hans Lutz) 1975 - Campeonato de Alemania de persecución - Seis días de Berlín (con Patrick Sercu) 1976 - Campeonato de Alemania de persecución - Seis días de Berlín (con Günter Haritz) - Seis días de Fráncfort (con Günter Haritz) 1977 - Seis días de Fráncfort (con Jürgen Tschan) - Seis días de Dortmund (con Jürgen Tschan) 1978 - Seis días de Berlín (con Patrick Sercu) - Seis días de Fráncfort (con Patrick Sercu) - Seis días de Grenoble (con Patrick Sercu) 1979 - Campeonato de Europa de Derny - Seis días de Berlín (con Patrick Sercu) - Seis días de Dortmund (con Patrick Sercu) - Seis días de Múnich (con Patrick Sercu) 1980 - Campeonato de Europa de Derny 1981 - Seis días de Berlín (con Gregor Braun) - Seis días de Fráncfort (con Gregor Braun) - Seis días de Zúrich (con Albert Fritz) | 1982 - Campeonato de Alemania de madison (con Albert Fritz) 1983 - Seis días de Fráncfort (con Albert Fritz) - Seis días de Colonia (con Albert Fritz) - Seis días de Maastricht (con Albert Fritz) 1984 - Seis días de Bremen (con Albert Fritz) - Seis días de Copenhague (con Albert Fritz) 1985 - Seis días de Colonia (con Danny Clark) 1986 - Seis días de Bremen (con Josef Kristen) - Seis días de Múnich (con Danny Clark) - Seis días de Maastricht (con René Pijnen) 1987 - Seis días de Berlín (con Urs Freuler) - Seis días de Múnich (con Urs Freuler) - Seis días de Zúrich (con Urs Freuler) - Seis días de Colonia (con René Pijnen) - Seis días de Bremen (con Danny Clark) 1988 - Seis días de Stuttgart (con Roman Hermann) |